# Forteresse de Järvitaipale
La forteresse de Järvitaipale (en finnois : Järvitaipaleen linnoitus), est une forteresse construite à Savitaipale en Finlande.
Elle est située en bordure de la route régionale 377.

## Contexte historique
Lors de la paix de Turku en 1743, Savitaipale est cédée à la Russie. 
La route menant à Lappeenranta via Tuohikotti et Savitaipale passait entre les lacs Matalajärvi et Riihijärvi.
Alexandre Souvorov découvre l'importance militaire de la zone lorsque les troupes suédoises marchent le long de la route de Lappeenranta pendant la Guerre russo-suédoise de 1788-1790. 
La construction de la forteresse de Järvitaipale commence en 1791.
Jusqu'à 706 soldats participeront aux travaux de fortification, les paysans locaux devant fournir des matériaux de construction et des chevaux.
La forteresse de Järvitaipale fait partie du système de fortification du sud-est de la Finlande construit par la Russie après la guerre russo-suédoise de 1788-1790.

## Architecture
Le fort de Järvitaipale est construit en forme d'étoile. 
Il mesure 196 mètres de long et 106 mètres de large. 
La forteresse se compose de deux bastions et de six tenailles. 
Elle a pour modèle le fort polygonal (en) conçu par le général de cavalerie français Marc-René de Montalembert.

### Fortin central
Dans la cour du fort central se trouvaient une caserne, un dépôt de vivres, une poudrière, un puits et un entrepôt. 
Au nord du fort se trouve une tranchée de liaison de 32 mètres de long et de sept mètres de large, se terminant par une redoute en forme de pointe de flèche.

### Bastions
Les flancs des deux bastions mesurent 15 mètres de long.
Les deux bastions sont protégés par des remparts en terre de 0,7 mètre de haut avec plusieurs tranchées de tir. 
Au milieu se trouvent des rampes de cinq mètres de long et de deux mètres de large

### Tenailles
La forteresse est entourée de douves et d'un mur d'escarpement. 
Deux forts d'angle relient les deux bastions. 
Le réseau d'obstacles à proximité des remblais peut aussi être considéré comme un équipement.

### Redoute
Au nord du fort se trouve une redoute en forme de flèche. 
Elle a deux flancs de 11 mètres de long et un flanc de huit mètres de long et elle est entourée d'un fossé.

## Classement
La Direction des musées de Finlande a classé la Forteresse de Järvitaipale parmi les Sites culturels construits d'intérêt national en Finlande.